# Mellicta semiradiata
Mellicta semiradiata är en fjärilsart som beskrevs av Turati och Ruggero Verity 1912. Mellicta semiradiata ingår i släktet Mellicta och familjen praktfjärilar. Inga underarter finns listade i Catalogue of Life.